# Citadelle de Lille
La citadelle de Lille est un ouvrage militaire bâti au XVIIe siècle pour la défense de Lille et dans le cadre du pré carré. Dénommé par Vauban lui-même la « reine des citadelles », l'ouvrage militaire est remarquable par ses dimensions, la qualité de son architecture et son état de conservation actuel.
La citadelle a été classée monument historique en totalité par arrêté du 5 septembre 2012 après que différentes composantes ont été classées en 1914, 1921 et 1934. Elle abrite depuis 2005 le Corps de réaction rapide-France, un état-major multinational de l'armée de Terre, aux normes de l'OTAN.
N'ayant pas été présentée comme candidate en 2008, elle n'est pas inscrite au réseau des sites majeurs de Vauban à l'UNESCO. L'Armée française, propriétaire des lieux, trouvait compliqué de concilier un tel classement avec la présence toujours active de militaires. La ville a déposé auprès de l'UNESCO un dossier en 2017.

## Construction (1667-1673)

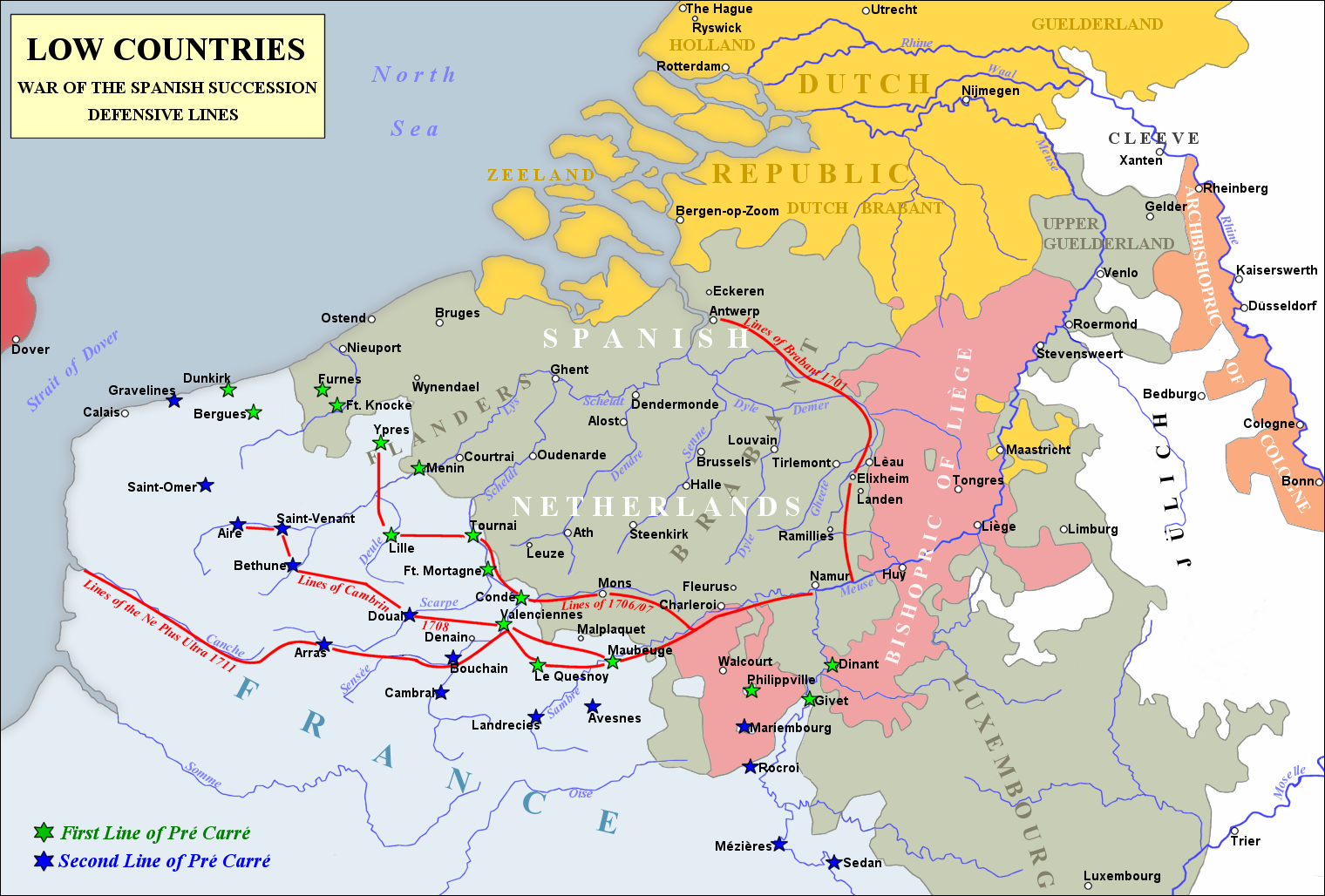
Le pré carré de Vauban est une double ligne de fortifications françaises qui protège les nouvelles frontières du Royaume de France contre les Pays-Bas espagnols.
Note : les étoiles vertes matérialisent la première ligne, les étoiles bleues la seconde ligne.

### Contexte
Ouvrage militaire de premier ordre, cette « reine des citadelles » est la matrice de la plupart des citadelles conçues par Vauban. Établie sur la frontière de la Flandre, elle fait partie d'une double ligne de places fortes entre Gravelines, Dunkerque et Maubeuge-Rocroi. Elle délimite le fameux « Pré carré », théorisé en 1673 par Vauban, comportant 28 villes fortifiées. Depuis Lille, Vauban a supervisé l'édification des nombreuses citadelles et canaux du Nord, lesquels ont structuré la frontière qui sépare toujours la France de la Belgique.
Une des clauses de la capitulation de la ville de Lille est en 1667 que si le roi y fait construire une citadelle, celle-ci serait édifiée hors les murs et que les particuliers n'auraient pas à y contribuer financièrement. La citadelle élevée par le jeune ingénieur Vauban est établie pour défendre et contrôler la grande cité du Nord annexée, en servant à la fois d'ultime défense contre les envahisseurs et de refuge pour les autorités en cas de soulèvement de la population lilloise ayant décidé de se rebeller. Louvois fait aménager le réduit Saint-Sauveur, « capable de porter le canon qui puisse battre la ville » s'il était nécessaire.
Les Lillois sont attachés à leurs milices bourgeoises dont les fameux « quatre serments », quatre compagnies, comprenant des canonniers. Les soldats de bourgeoisie ont obtenu un sursis, mais en 1673, alors qu'on peut craindre une attaque surprise de Guillaume d'Orange, ils sont désarmés. En 1685, les quatre serments peuvent défiler en armes. Pour que l'armée soit moins à charge aux populations, Louvois fait entreprendre en 1680 la construction de casernes. La présence d'une nombreuse garnison contribue à la francisation de la ville.

### Construction

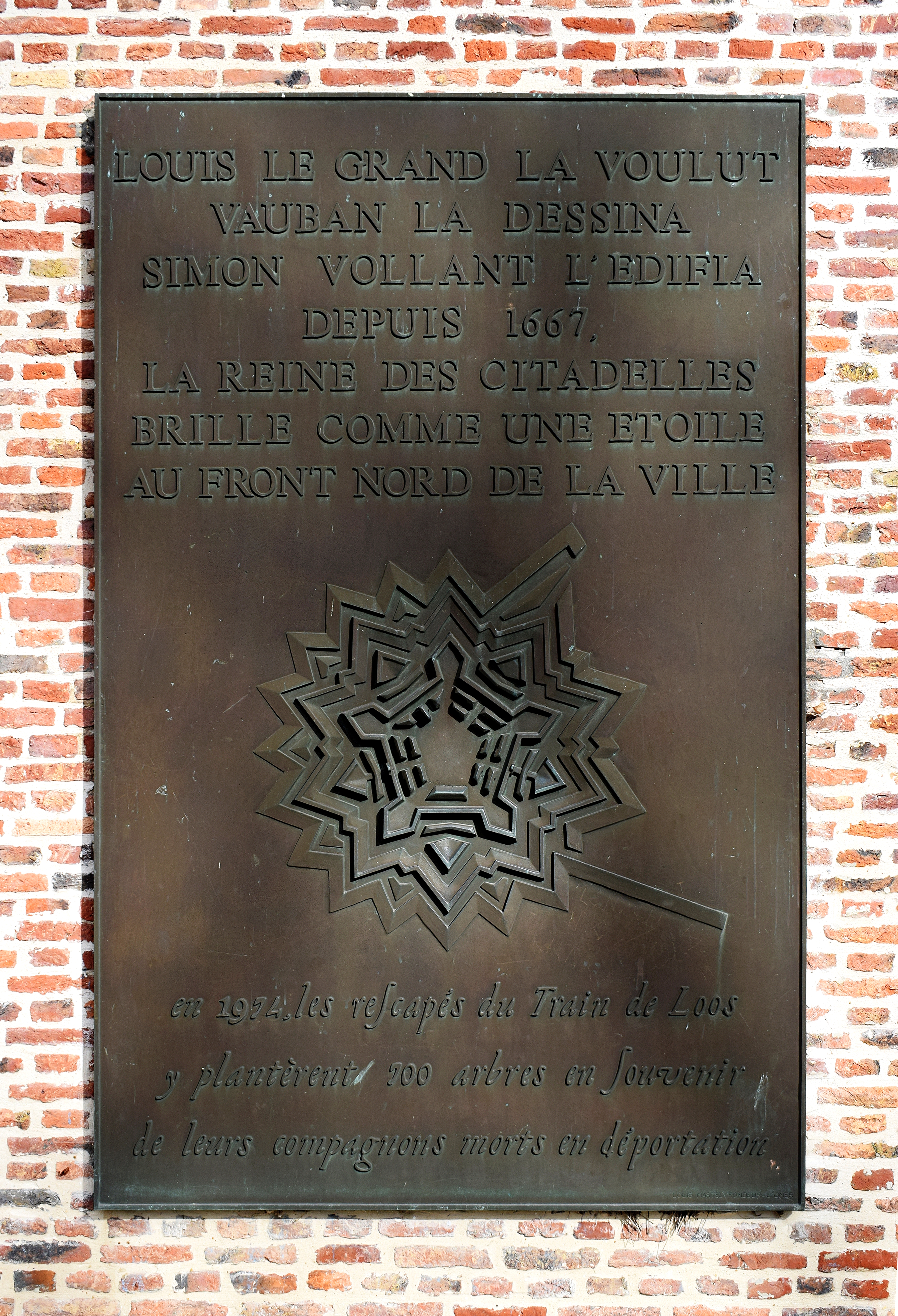
Plaque commémorative à l'entrée de la citadelle.

Lille est prise aux Espagnols par les troupes françaises au mois d’août 1667 et Louis XIV ordonne aussitôt la construction d'une forteresse. Le chevalier de Clerville et Vauban proposent des plans. Ceux de Vauban sont retenus par le roi en octobre 1667 et les travaux de terrassement commencent dès décembre 1667. Le marquis d'Humières, gouverneur de Flandre, pose la première pierre le 17 juin 1668. Vauban fait appel au maître-maçon lillois Simon Vollant, ingénieur et architecte des armées du roi, qui dirige les travaux et a notamment l'idée de créer un canal partant de l'Arbonnoise un des bras de la Haute-Deûle aux environs d'Esquermes et menant sur place les pierres des carrières proches du faubourg des Malades, ce qui permet de baisser le prix du transport de la pierre. Dès le 11 septembre 1667, les maçons de la ville sont réquisitionnés, tous les autres travaux étant interdits jusqu'en 1672, également ensuite pour le début de la construction des nouvelles fortifications. Les travaux sont achevés le 23 avril 1670. La citadelle est opérationnelle en 1671 tandis que Vauban continue de façonner la ville en faisant naître, à proximité, un nouveau quartier autour de la rue Royale. La conception de la citadelle part d'une idée simple mais efficace : pas un de ses murs ne peut être approché par l'ennemi sans que celui-ci ne se trouve sous le feu d'un mur voisin. Elle est achevée en 1673 et a nécessité jusqu’à deux mille hommes (essentiellement des soldats de la garnison de Picardie, des ouvriers et des paysans réquisitionnés) qui travailleront à la mise en œuvre des 60 millions de briques, 20 millions de parpaings de pierre et 32 km linéaire de blocs de grès. Cet immense chantier est avec celui du château de Versailles un des plus importants de ceux ouverts dans les villes françaises du XVIIe siècle.

### Le choix de l'implantation
Le lieu de construction de la citadelle est choisi à l'ouest de la ville sur des terrains marécageux au confluent des rivières de la Deûle et du Bucquet. Ce choix privilégie l'utilisation des marais, de l'eau et de la boue comme moyen défensif naturel afin de rendre les conditions de siège les plus difficiles possibles pour l'ennemi qui ne peut l'assiéger que par la ville, l'obligeant à prendre la ville d'abord. Grâce à un système d'écluses fortifiées et de portes d'eau commandées à partir de Douai, les alentours de la citadelle pouvaient être inondés en 48 heures sur une hauteur de 55 cm et sur une superficie de 1 700 hectares. Une large esplanade interdite à la construction lie la citadelle aux autres quartiers de la ville, mettant l'assiégeant à découvert.

### L'organisation de la fortification bastionnée
La citadelle est composée d'un corps de place et d'ouvrages avancés qui forment cinq lignes de défense successives. Elle s'organise en un pentagone avec cinq bastions royaux disposés aux angles (Anjou, La Reine, Turenne, Le Dauphin et Le Roi), encadrant des courtines de 49 mètres. Les accès de la citadelle sont situés au centre des courtines et sont au nombre de cinq avec deux portes, Royale et Dauphine, et trois poternes murées en temps normal et qu'on ouvre à la masse pour attaquer l'assaillant par surprise : elles portent les noms de Saint- Georges (patron des arbalétriers), Saint-Sébastien (patron des archers) et Sainte-Barbe (patronne des canonniers).

#### Première ligne

Plan type d'un bastion à flancs simples du premier système de Vauban.

La première ligne s'inscrit dans un pentagone régulier de 270 m de rayon (approximativement 140 toises selon les unités de mesure d'époque), elle comporte cinq courtines et cinq bastions (dans le sens horaire) :
- (5) du Dauphin
- (2) du Roi
- (14) d'Anjou
- (11) de la Reine
- (8) de Turenne

Les bastions sont à flancs simples selon le modèle typique du premier système de Vauban, le bastion d'Anjou est par ailleurs surmonté d'un cavalier. Chaque courtine est également protégée par une tenaille simple.

La première ligne est entourée d'un fossé entièrement inondable (voir cette section).

#### Lignes suivantes
La deuxième ligne de défense consiste en cinq demi-lunes (construites entre 1667 et 1670) et cinq contre-gardes (construites entre 1734 et 1745) au cœur du grand fossé. Chaque demi-lune est dotée d'un réduit typique du premier système de Vauban, séparé du reste par un fossé (sec ou en eau selon les cas), doté pour certains d'un corps de garde et dont le mur n'est pas remparé mais constitué que d'un simple mur percé d'embrasures.
Les trois dernières lignes défensives sont constituées d'un chemin couvert, construit entre 1671 et 1676, un nouveau fossé large de 24 garni de huit lunettes (ouvrages entourés de fossés mis en eau, ils sont construits entre 1691 et 1733 pour protéger le chemin couvert), et d'un avant chemin couvert, élevé entre 1691 et 1692. La ligne extérieure consiste en une série de deux glacis avec chemin couvert (on parle d'avant chemin couvert pour celui extérieur et d'avant fossé pour le fossé les séparant). Les glacis, terrains en pente et à découvert, obligent l'ennemi à attaquer à découvert ou à choisir une progression bien plus lente en creusant des tranchées, et rendent difficile le réglage des canons (à distance, la fortification semble s'enfoncer dans le sol). Des traverses composées d'un parapet et d'une banquette sont disposées en travers des chemins couverts aux saillants et rentrants pour protéger les défenseurs du tir en enfilade et constituer un retranchement.
La ligne extérieure est d'autant plus renforcée que des lunettes sont disposées dans l'avant-fossé entre les glacis sur les fronts donnant sur la campagne (105 à 111). Le second glacis assure donc deux rôles : augmenter la difficulté d'approche de la place et protéger les lunettes dans l'avant-fossé. Ce doublement de la ligne extérieure généralement réservé aux places les plus importantes témoigne de l'importance de la citadelle dans le Pré carré.

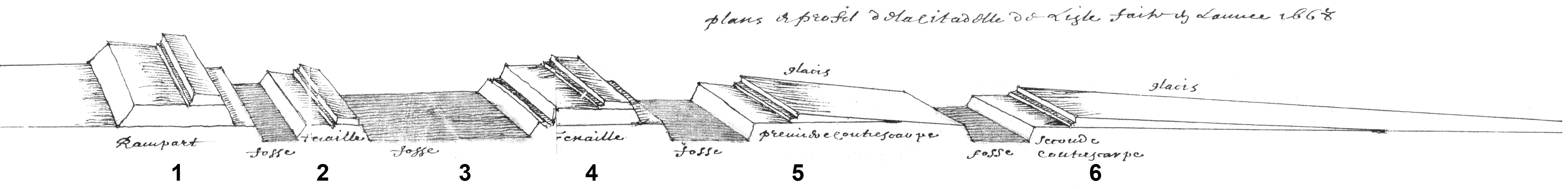
Profil de la citadelle :
1 Rempart; 2 Tenaille; 3 Fossé principal; 4 Demi-lune; 5 Premier glacis; 6 Second glacis

#### L'esplanade et la liaison avec l'enceinte urbaine
La citadelle est séparée de la ville par une esplanade obligeant l'ennemi qui aurait pris la ville ou les habitants en cas de révolte à attaquer à découvert comme sur les fronts côté campagne. Elle est néanmoins reliée à la ville par deux murs dits de communication. Deux premiers murs temporaires semblent avoir existé entre les débuts des travaux de la citadelle et les travaux de l'enceinte urbaine à partir de 1670. Avec les travaux de modernisation de l'enceinte urbaine à partir de 1670 et l'agrandissement de la ville au nord, la citadelle est reliée à l'enceinte par deux murs de communication :
- au sud, le mur de communication d'en haut[a] constitue le prolongement de la face droite du nouveau bastion de la Barre (19), ou bastion de la communication de la Barre. Ce mur est percé vers son milieu par la nouvelle porte de la Barre remplaçant la porte de l'ancienne enceinte médiévale située au bout de la rue du même nom. La partie du mur à l'est de la porte est remparée tandis que la partie ouest est constituée d'un simple mur de faible hauteur en maçonnerie.
- au nord, le mur de communication d'en bas[a] constitue le prolongement de la face gauche du bastion de la communication de Saint-André (68) sur le nouveau front nord de l'enceinte urbaine. De même que pour le premier, le mur est remparé sur une partie de sa longueur côté ville et constitué d'un simple mur de faible hauteur en maçonnerie pour le reste.

La citadelle n'étant pas intégrée dans l'enceinte urbaine, les parties des deux murs de communication côté citadelle sont volontairement laissées faibles par Vauban pour être facilement démolies et ne pas constituer un avantage pour l'ennemi en cas d'attaque depuis la ville.

#### Parement des ouvrages

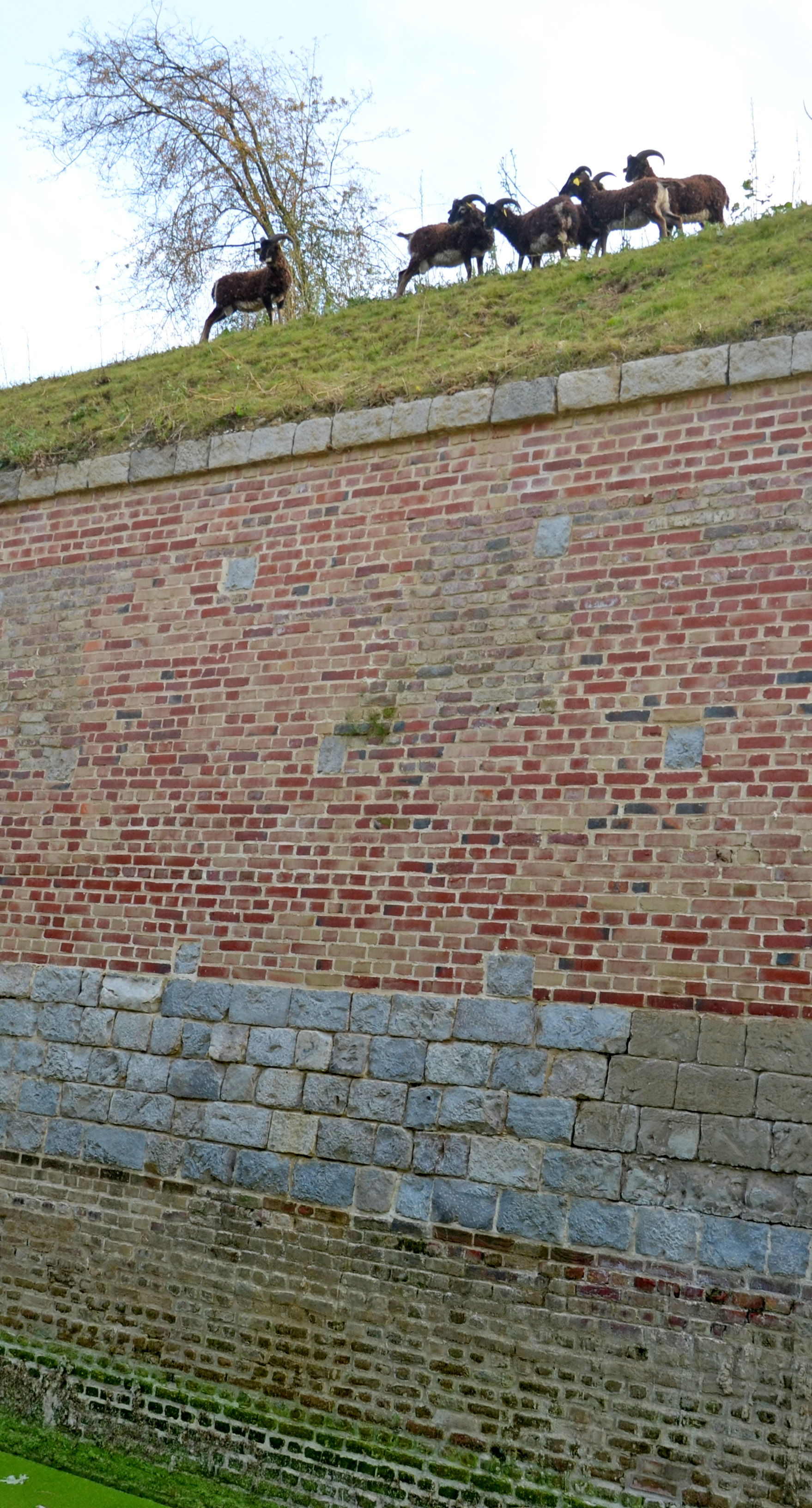
Rempart de près de 10 m de haut : il est réalisé en brique avec un soubassement en grès dur.

L'enceinte de la citadelle, de 2 km de long, est un parement de briques, parsemé çà et là de blocs de grès (utilisés pour les boutisses, longues pierres permettent d’arrimer solidement le parement au rempart de terre, et pour renforcer les angles), recouvrant un appareillage de moellons de calcaire. Ce parement est appliqué sur un remblai de 20 mètres de terre.

#### Hydrographie et système d'inondation
Vauban profite de la situation de la citadelle sur une zone marécageuse au nord-ouest de la ville, pour la doter d'un double système de défense hydraulique, inspiré de modèles hollandais : le grand fossé en eau autour de la première enceinte (il mesure à l'origine 40 m de large pour 3 m de profondeur), et les zones inondables côté campagne : d'immenses volumes d'eau sont stockés dans les fossés autour la ville. Ces derniers sont alimentés par une large canalisation souterraine sous la citadelle (appelée le canal Vauban) qui détourne les eaux de la Haute-Deûle à 200 m du bastion de la Reine. L'élévation du niveau d'eau des fossés par un système de vannes (en amont et en aval) et de batardeaux, permet, par des lâchers d'eau, d'inonder des zones successives sur la périphérie de la forteresse et, en cas de siège, de noyer près de 1 700 ha sous 55 cm d'eau.

### Les bâtiments

#### Description

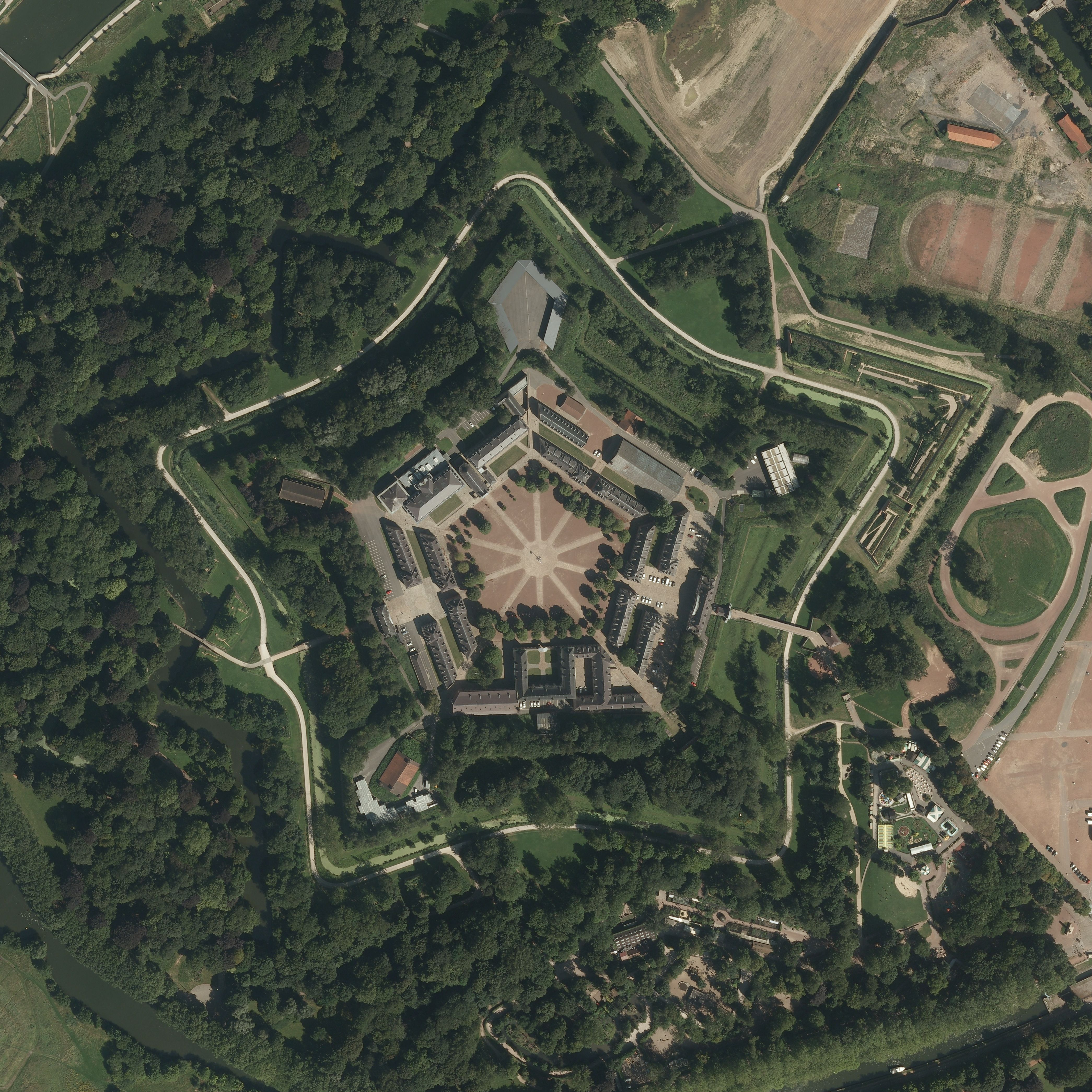
Vue satellite de la citadelle de Lille

Au centre de la citadelle, les bâtiments s'organisent autour de la place d'armes de forme pentagonale. Des avenues rayonnent à partir de cette place centrale, rejoignant les deux portes et les cinq bastions en découpant des îlots de casernes triangulaires. Les divers bâtiments, répartis en trois pôles le long des courtines sont intégrés dans un plan radioconcentrique qui s'apparente à des villes idéales de la Renaissance telles que Palmanova et aux citadelles d'Anvers et de Turin qui influencent Vauban.
L'ensemble des bâtiments présente un mélange entre le « style lillois » (influencé par l'héritage des Pays-Bas espagnols) et le goût classique français ; façade intérieure de la porte Royale, pavillons pour le gouverneur et les officiers, église, ateliers, moulins (alimentés grâce à un aqueduc), boulangeries, hôtelleries, et casemates contre les projectiles. La chapelle, au fronton à volutes baroques, couverte d'une voûte de bois, est le premier édifice de style jésuite construit dans les Flandres.
Vauban innove en décidant que la garnison ne loge plus chez l'habitant. Autour de la place d'armes, il aménage des casernes qui forment un double rang destiné au logement des troupes, douze bâtiments de style lillois. Chaque édifice se termine par un pavillon carré qui est réservé au logement des officiers et à leurs familles, les combles servant à abriter les domestiques.
L’arsenal, bâtiment en triple corps de logis dans lequel s'ouvre une porte encadrée de deux colonnes toscanes, est séparé de la cour centrale par un mur de briques. Les murs sont décorés de motifs royaux et du lion des Flandres.
C’est alors une véritable petite ville flamande du XVIIe siècle ; la population à l'abri des remparts représentait trois milliers de soldats plus les serviteurs, le gouverneur et des ouvriers.

L'entrée de la citadelle et la voie des combattants.

Aujourd'hui soute à munitions, le bastion d'Anjou est l'un des plus importants de la citadelle. Il est muni d'un « cavalier » (observatoire pour les artilleurs). Les trois grandes galeries parallèles abritent encore quatre fours, deux par galeries latérales, construits au XVIIIe siècle. En juillet 2021, deux de ces fours sont nettoyés à l'occasion d'un stage annuel par l'association CHAM (Chantiers Histoire & Architecture Médiévale) et en avril 2021, après restaurations, ceux-ci sont utilisés en vue d'une activité cohésion du Corps de Réaction Rapide-France.

## Le rôle militaire de la citadelle
- Siège de Lille (1708) : durant la guerre de Succession d'Espagne, les armées impériales prennent la ville. La ville fut prise par la porte d'eau de la Basse-Deûle et fit reddition le 23 octobre 1708 mais la citadelle résista jusqu'au 8 décembre et ne se rendit que par l'épuisement des vivres et des munitions[24].
- Siège de Lille (1792) : pendant la Révolution 35 000 Autrichiens assiègent la ville, qui leur résiste victorieusement.

## Les gouverneurs

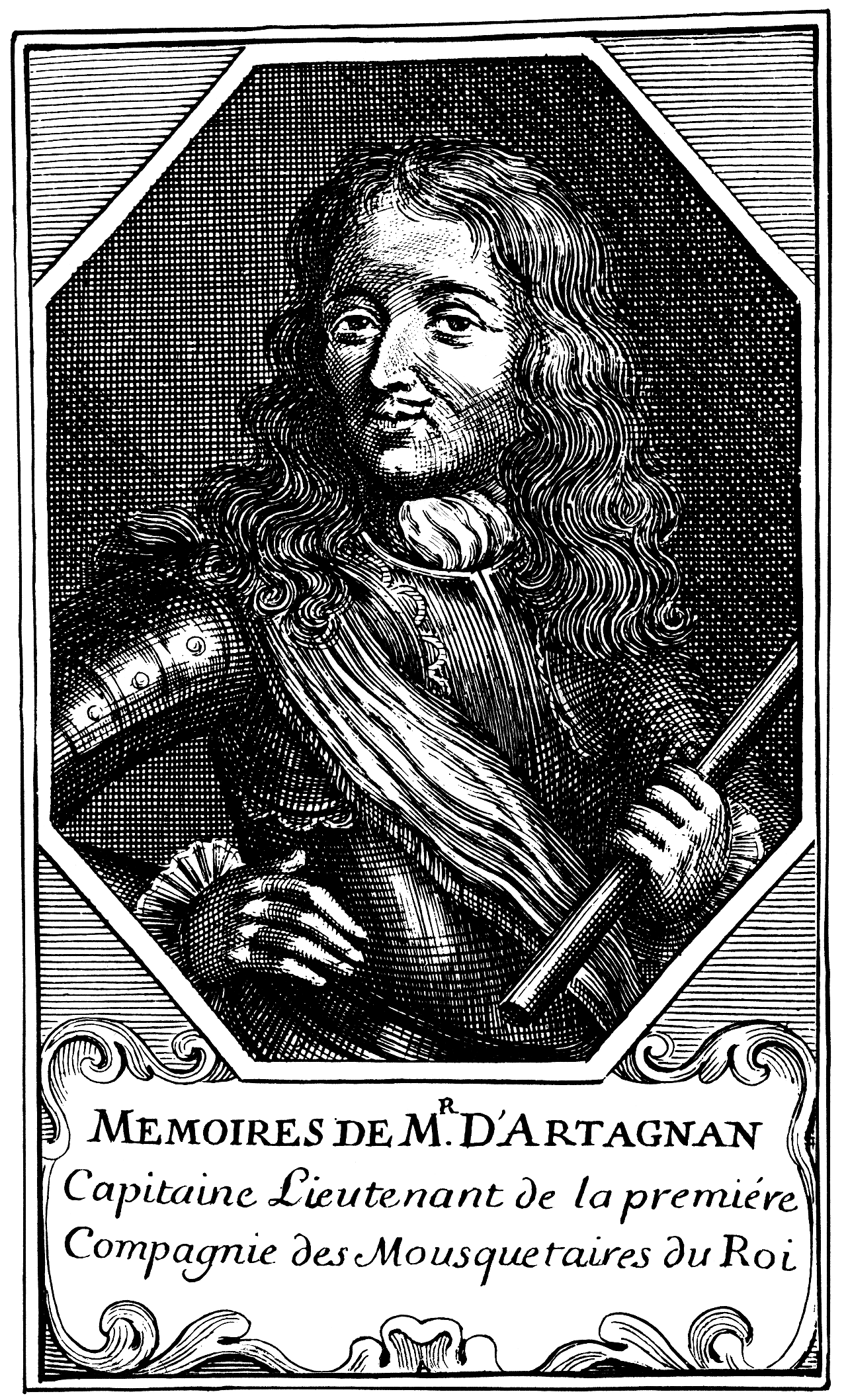
D'artagnan, Charles de Batz de Castemore, gouverneur de la citadelle de Lille en 1672.

- 1668 : Vauban, Sébastien Le Prestre de Vauban.
- 1670 : Louis de Crevant, marquis d'Humières (puis duc), maréchal de France.
- 1672 : Charles de Batz de Castelmore dit D'Artagnan[25].

## LeXVIIIesiècle

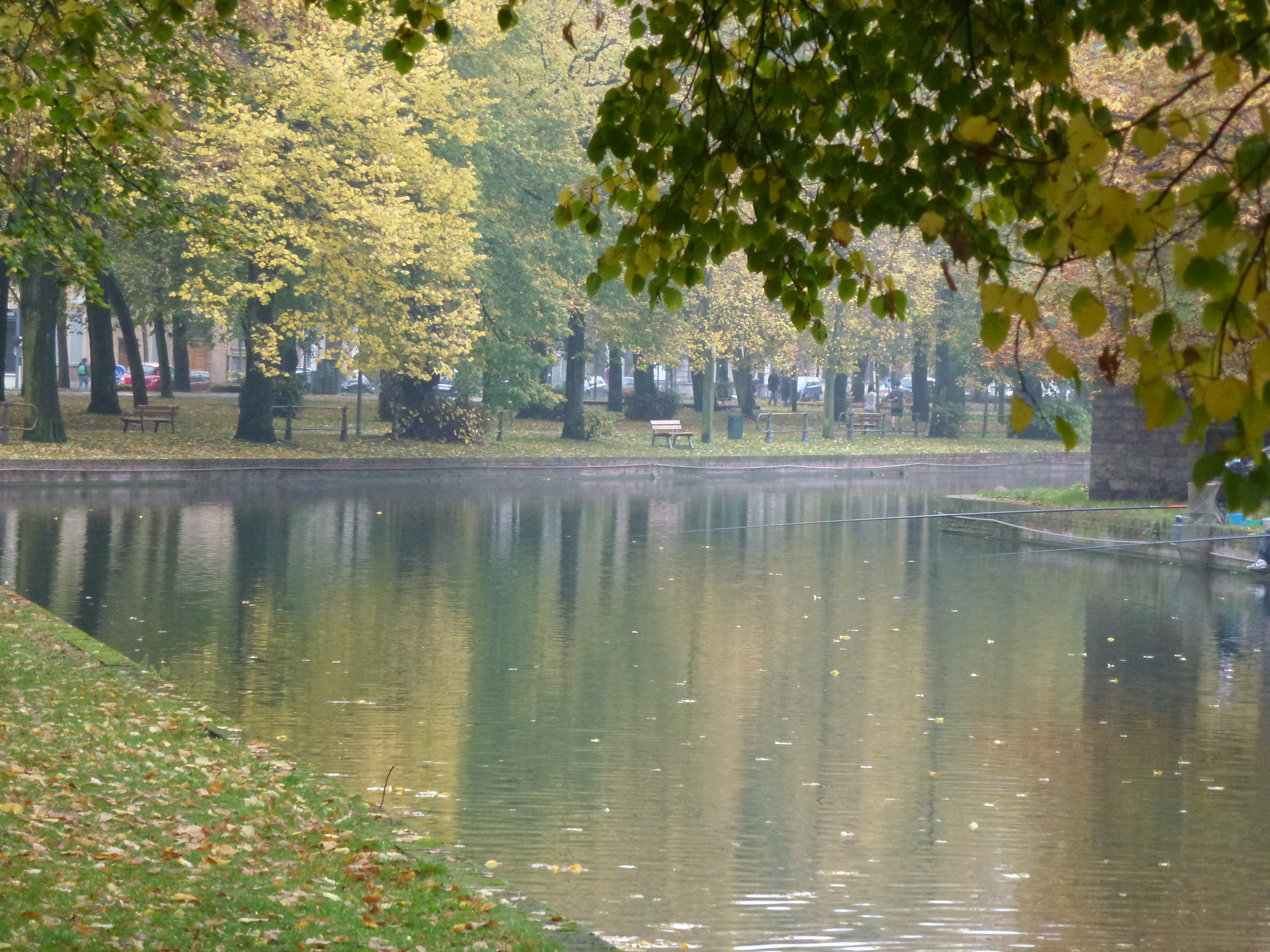
La Moyenne-Deûle longeant l'esplanade et la citadelle (2012).

En 1750, un canal longeant l'esplanade a été percé en suivant les plans de Vauban.

## Le patrimoine architectural

### La porte Royale
La porte Royale est fermée par un pont-levis dotée d'une crémaillère en 1817 ; c’est le principal accès de la forteresse. Elle fait face à la ville et ses dimensions sont de 14,20 m en largeur et 15,50 m en hauteur. La porte est couronnée d'une inscription à la gloire du Roi Soleil sur une plaque rectangulaire au-dessus du couloir d'entrée, écrite par le baron Michel-Ange Vuoerden, ancien bailli de Lille et chevalier du Conseil souverain de Tournai, dont la traduction est Lille, couronnement grandiose des victoires de Louis XIV, conquérant les provinces héritées par Marie-Thérèse, son épouse, et contrainte par lui-même, en neuf jours, à capituler, à l’étonnement de l’Univers, elle qui eût arrêté ou retardé longtemps l’élan de tout autre, a pu apprécier la sagesse et la bonté de Celui qu’elle avait reconnu invincible. Grâce à la protection de cette Citadelle érigée par la magnificence du Roi, déjà supérieure par ses richesses et le nombre de ses habitants aux autres cités de la Belgique catholique, elle ne le cède maintenant en rien à aucune d'elles pour la gloire de ses fortifications, seule chose qui lui manquait auparavant. Année 1670.
La porte est surmontée par un cartouche monumental avec des décorations soignées faites de trophées militaires anciens, de guirlandes, des armes de France aux trois fleurs de lys surmontées de la couronne royale et du cordon du Saint-Esprit. Sur le fronton est représenté le symbole du Roi Soleil.

### La porte Dauphine

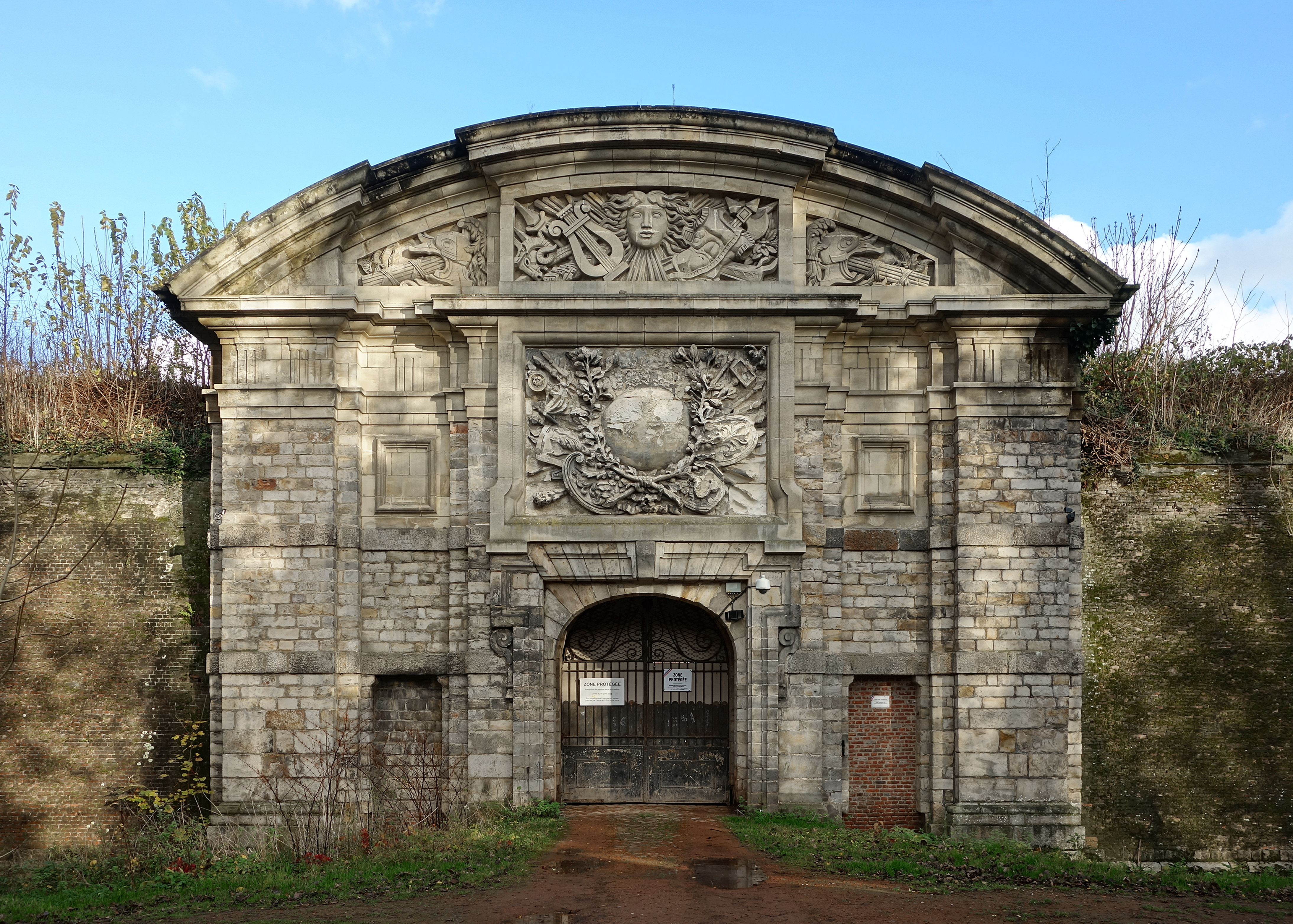
La porte Dauphine.

La porte Dauphine est la porte de secours de la Citadelle, permettant l'arrivée ou l'évacuation des renforts. Elle est tournée vers le sud-ouest, côté campagne, face à Lambersart. Elle était autrefois dotée d'un pont-levis. Au-dessus du passage central, le cartouche est décoré de guirlandes de feuillages et de trophées militaires. Sur le fronton est représenté le symbole du Roi Soleil entouré par des décorations représentant la Guerre et les Arts. Lors de la Révolution française, l'emblème astral personnifiant Louis XIV a été détruit et n'a été restauré qu'après la Seconde Guerre mondiale.

### En attente de classement au patrimoine Unesco?
Une polémique apparut quand un réseau d'amateurs de l'œuvre de Vauban entreprit en 2006 de faire classer la citadelle de Lille à la liste du patrimoine mondial de l'UNESCO (en 2008, douze fortifications de cet architecte militaire ont été inscrites au patrimoine mondial, mais pas celle de Lille pourtant parfois qualifiée de Reine des citadelles en France.
Depuis juillet 2005, le site abrite le quartier général du Corps de réaction rapide-France, une structure de l'OTAN. Il a semblé par trop difficile au propriétaire des lieux, l'Armée française, de concilier un tel classement avec la présence toujours active de militaires. Cette fois, la légitimité des militaires, naturels et uniques destinataires d'une citadelle, ne se trouve pas contestée, bien que le classement à la liste de l'UNESCO apparaisse beaucoup moins contraignant que celui aux monuments historiques français. Les animateurs du réseau des sites majeurs de Vauban ne désespèrent pas de convaincre, plus tard, le ministère de la Défense de permettre ce classement. Néanmoins, un dossier de classement auprès de l'UNESCO a été déposé depuis 2017.
Le 28 octobre 2020, Martine Aubry retire cette demande d'inscription, qui était portée par le Réseau Vauban pour les villes fortifiées. Le motif invoqué est que cette inscription pourrait « compromettre ses projets de développement durable »,.

## La fonction militaire

### Du quartier Boufflers à la caserne Boufflers, jusqu'à devenir un site certifié OTAN

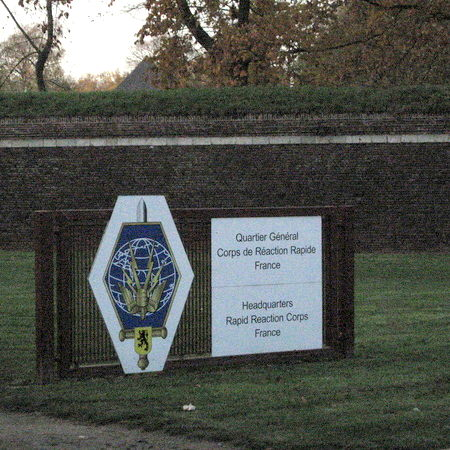
Corps de réaction rapide France, Citadelle de Lille.

- Le régiment royal de marine, le Royal des Vaisseaux, qui deviendra le Royal-Vaisseaux en 1669 y prendra ses quartiers ;
- le 43e régiment d'infanterie de ligne, régiment impérial, a occupé la caserne Boufflers (ou quartier Boufflers), au sein de la citadelle, pendant plus de 350 ans ;
- alors que l'urbanisme de Lille se développe au fil des siècles dans la plupart des directions, la citadelle est restée la limite nord-ouest de la ville. Cette citadelle, dont le caractère exceptionnel a été reconnu par plusieurs classements à l'inventaire des monuments historiques des années 1910 aux années 1930, en étant constamment militarisée, a évité en grande partie son altération ;

- depuis le 1er juillet 2005, date de sa création, le quartier général du corps de réaction rapide-France est installé au sein de la Citadelle. Le quartier général du corps de réaction rapide-France (QG CRR-Fr) est un état-major français, certifié OTAN, capable d’assurer le commandement d’une force terrestre nationale ou multinationale dont le volume peut atteindre 120 000 militaires, soit 5 divisions. Il compte environ 450 militaires de 14 nationalités différentes.

## Urbanisme moderne

### Le trafic automobile
La pression automobile a constitué une menace certaine pour la citadelle. Comme toutes les villes de son importance, Lille fait face à une explosion du trafic routier dans la deuxième moitié du XXe siècle. La ville est ceinturée de boulevards périphériques, qui contournaient le glacis de la citadelle (façade de l'esplanade et avenue Léon-Jouhaux). Inévitablement, l'esplanade, à l'est de la citadelle, est annexée aux besoins du stationnement, le quartier voisin du Vieux-Lille étant un tissu de rues anciennes et étroites.
La conscience de ce gâchis apparaît plus tard. Au lieu d'être entourée d'un vaste poumon vert, nécessaire dans une ville aussi minérale que Lille, la citadelle devient peu à peu un espace urbain. L'arrivée en nombre d'écologistes au conseil municipal en 2001 permet le lancement d'un projet de réhabilitation de l'esplanade, comprenant une limitation et une meilleure organisation des surfaces ouvertes au stationnement, lequel devient payant. Il paraissait illusoire de restituer à la citadelle son glacis originel, libre de toute circulation automobile, sans engager la construction d'autres parkings que Lille n'avait plus la place d'accueillir.

### La cohabitation stade-citadelle
Une autre pression sur la citadelle prend la forme du sport de haut niveau. Dans les années 1970, le vieux stade Henri-Jooris, sur l'autre rive de la Deûle, doit être rasé pour permettre la mise au grand gabarit de la voie fluviale. La commune de Lille n'a alors plus beaucoup de terrain à offrir à son club de football. Le maire Pierre Mauroy choisit de transformer un petit stade d'athlétisme, au nord-est de la citadelle, en stade moderne de 25 000 places, le stade Grimonprez-Jooris. Rapidement la cohabitation n'apparaît pas fonctionnelle entre la citadelle, pas conçue pour être un lieu aisément accessible, et ce que devrait être l'emplacement d'un stade drainant des foules de piétons et d'automobilistes sur des temps très courts. Pendant vingt cinq ans, le problème reste entier, faisant monter l'exaspération des habitants du quartier envahi par un stationnement anarchique, et des automobilistes bloqués dans les embouteillages après les matches.
La question prend une nouvelle dimension au début des années 2000, lorsqu'il s'avère que le stade Grimonprez-Jooris n'est plus adapté aux besoins du football moderne (le LOSC évoluant au stadium Nord à Villeneuve-d'Ascq à partir de 2004). Le projet de rebâtir un nouveau stade d'une capacité de 33 000 places au lieu de 20 000 émerge. Les défenseurs de la citadelle attaquent en justice le permis de construire délivré par la maire de Lille, Martine Aubry. Les défenseurs du patrimoine invoquent à la fois la nécessité de préserver le monument historique, et les questions de sécurité. Malgré l'avis motivé de la Commission nationale des monuments historiques en septembre 2002, et malgré les recommandations du commissaire du gouvernement, le tribunal administratif de Lille donne raison le 15 décembre 2004 aux promoteurs du projet Grimonprez-Jooris II. En revanche, la cour d'appel administrative de Douai donne raison aux défenseurs de la citadelle, le 7 juillet 2005 ; l'arrêt est confirmé par le Conseil d'État le 28 décembre 2005, mettant un terme à près de cinq ans de polémiques et de procédures. Le stade Grimonprez-Jooris, incongru dans le paysage, placé à cet endroit-là par improvisation, est finalement rasé en 2010 et un nouvel équipement sportif, le stade Pierre-Mauroy de Villeneuve-d'Ascq, est inauguré en 2012.
La prairie qui se développe alors naturellement se transforme partiellement en mare. L'intérêt de cet espace s'avère très rapidement patrimonial en raison du développement d'une flore riche et remarquable dont les inventaires successifs soulignent l'intérêt.

### La couronne de la citadelle
Le pourtour de l'ouvrage militaire, la citadelle hors-les-murs, constitue un élément récréatif et paysager de première importance pour les habitants de la métropole.

#### Les activités familiales
Une partie du parc est occupée par des jeux pour enfants, une zone d'accueil et le parc zoologique de Lille (gratuit pour tous jusqu'en 2016, uniquement pour les Lillois depuis cette date). Un petit parc d'attractions existe à proximité de la citadelle.

#### Le bois de Boulogne
La citadelle est entourée d'un espace boisé (60 hectares) appelé bois de Boulogne, par analogie avec celui de Paris, ou bois de la citadelle, comprenant des zones humides. Il est l'espace vert et de loisirs et détente le plus vaste de Lille, et intègre une multiplicité de micro-paysages grâce aux reliefs laissés par les travaux de fortification de Vauban. En 1929, selon le Grand hebdomadaire illustré de la région du Nord, durant la canicule, on vient y trouver un peu de fraicheur.
Cet espace fait l'objet d’un important programme de restauration écologique depuis 2003, incluant la protection des vieux bois et de bois-mort pour leur richesse en invertébrés et champignons mais aussi de l'ensemble de la faune, et comme source d'alimentation pour de nombreuses espèces dont les pics présents dans le bois. Ces aménagements ont déjà permis le retour de nombreuses espèces animales et de champignons. C'est un des éléments importants de la trame verte de la communauté urbaine de Lille.

#### Le Champ de Mars
Anciennement terrain plat où se déroulaient promenades et exercices militaires (d'où l'appellation Mars, dieu romain de la guerre), le Champ de Mars a été transformé en parking depuis plusieurs décennies. Cet espace a été réaménagé de 2015 à 2017 avec réduction des surfaces de stationnement et réalisation d'une large voie verte le long du canal de la Moyenne-Deûle. Disposant d'un parc relais (parking du Champ de Mars), la zone est directement desservie par plusieurs lignes de bus dont la Citadine.

Le Champ de Mars.
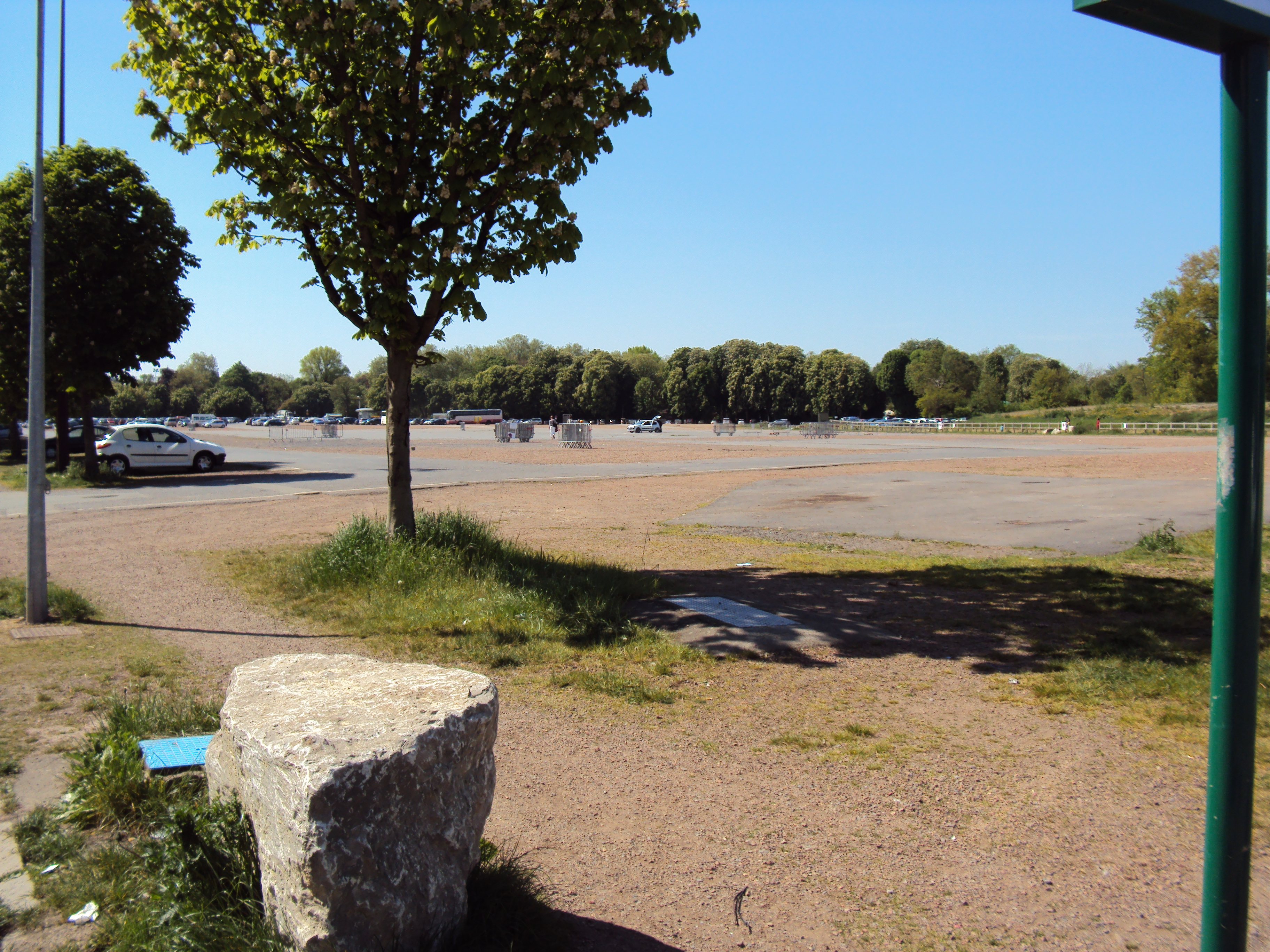
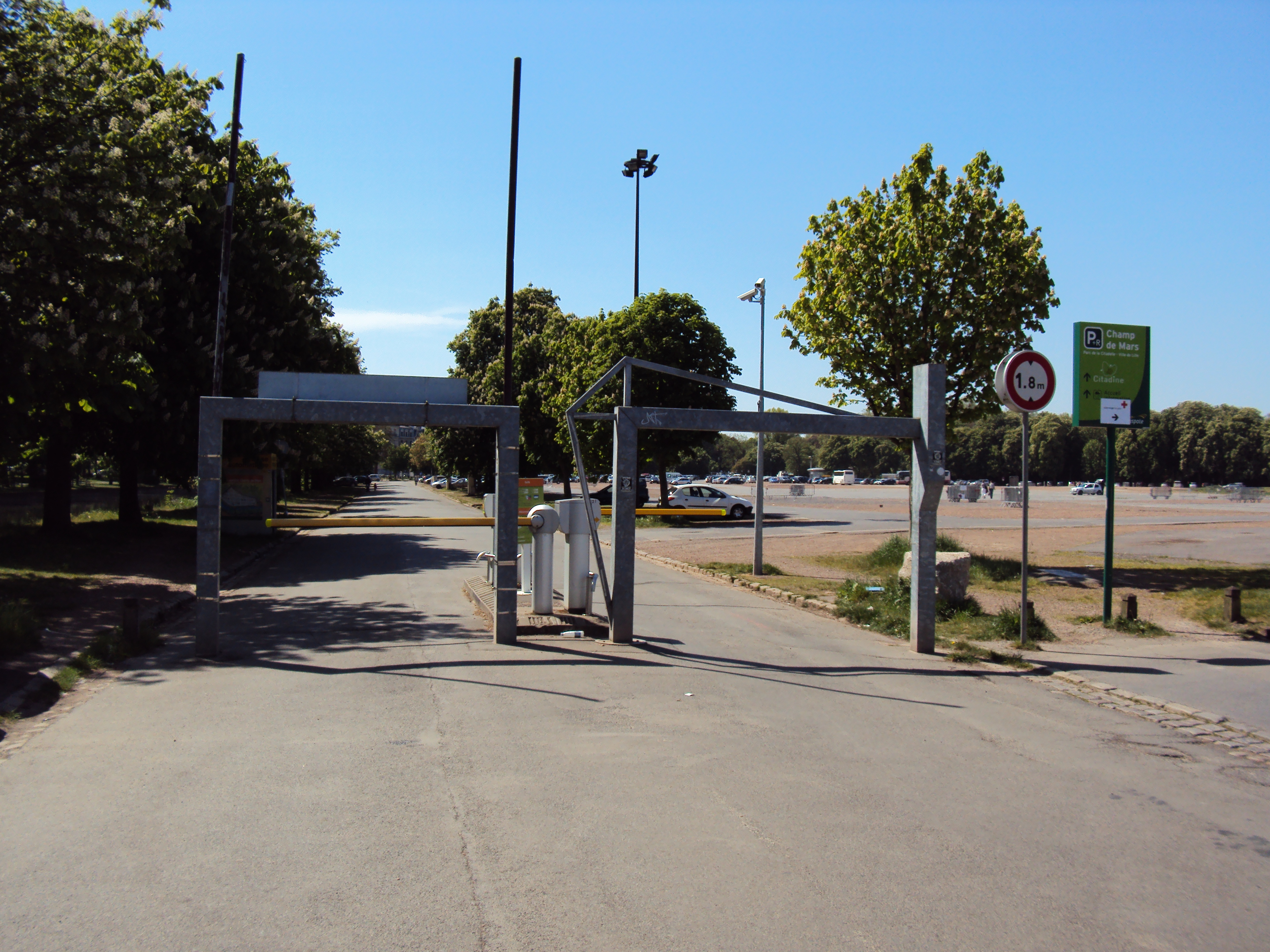

L'esplanade est un espace pédestre légèrement arboré entre le canal de la Moyenne-Deûle, la façade de l'Esplanade et le square Ramponneau (nom d'un café qui ouvrit en 1755). Il s'y trouve la statue du général François de Négrier.

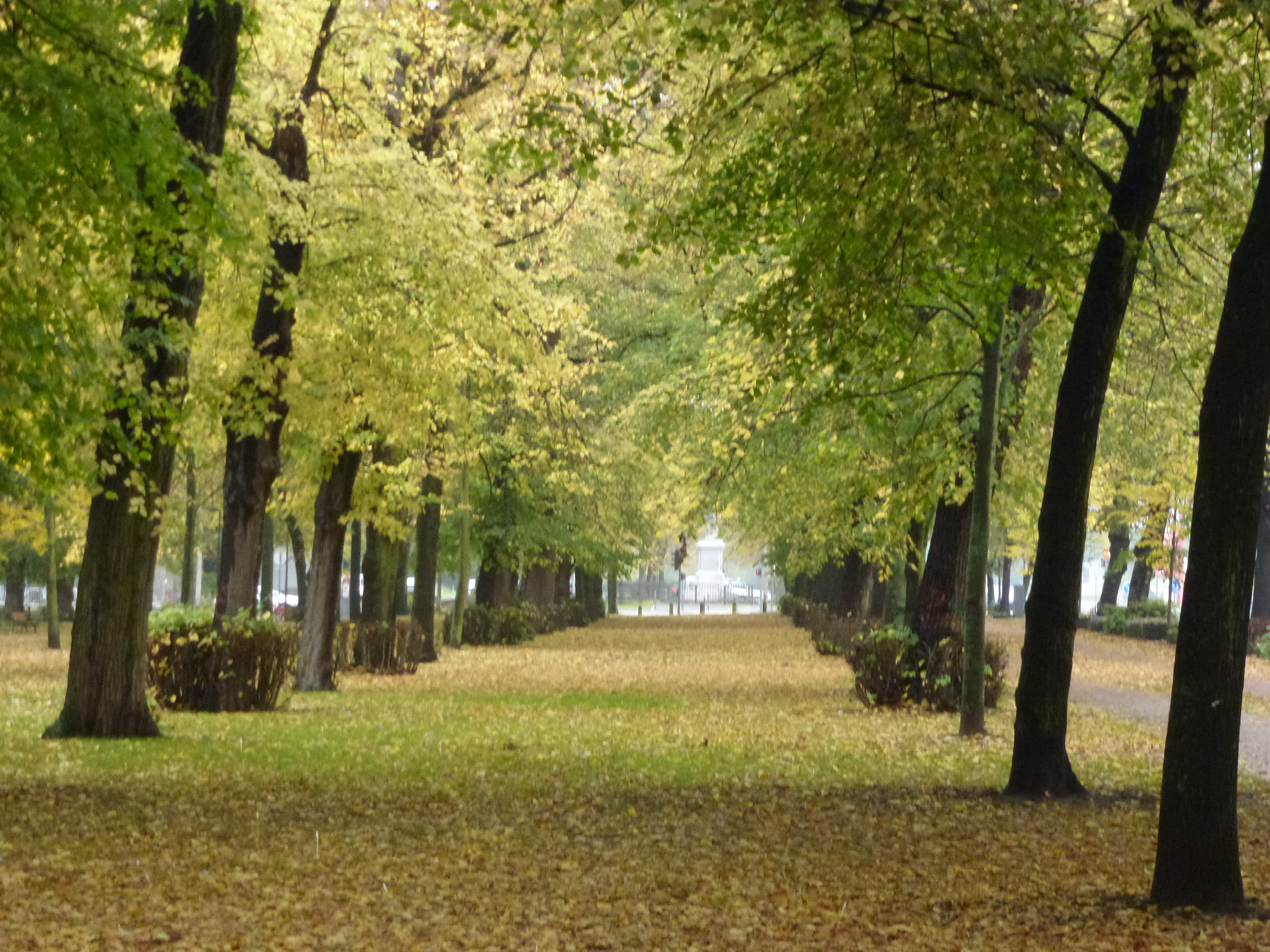
L'esplanade et ses alignements de tilleuls.

#### Le canal de la Deûle

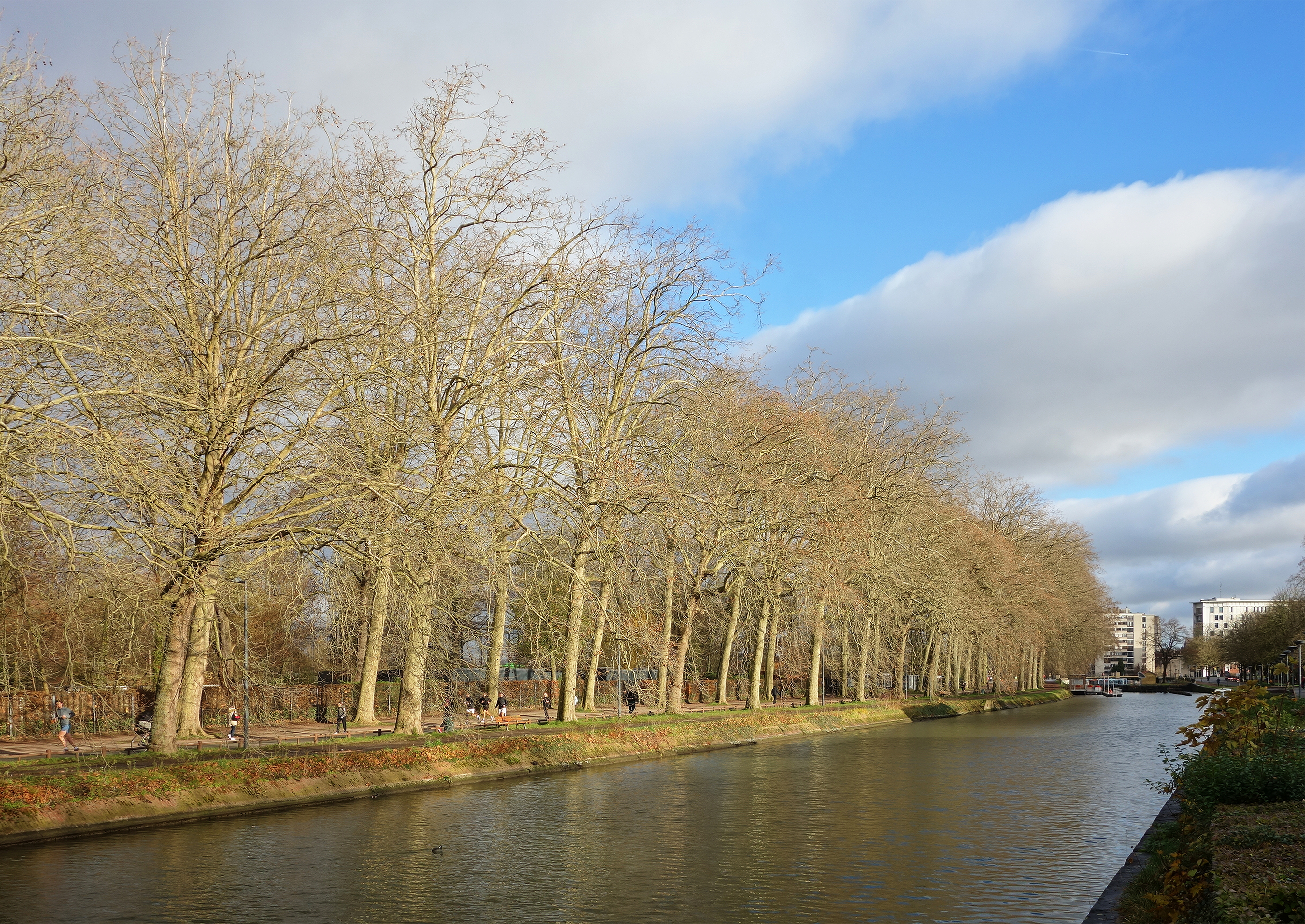
Le canal reliant la Haute Deûle à la Moyenne-Deûle

La Citadelle est entourée par canal de la Deûle, 
- à l'ouest, par le canal à grand gabarit  ouvert en 1977 dans le prolongement du port de Lille qui a supprimé l'utilité du canal de la Moyenne-Deûle ;
- à l'est, par le canal de la Moyenne-Deûle resté en eau le long de la Façade de l'Esplanade mais fermé à la navigation depuis 1977, le débouché an aval sur le canal à grand gabarit ayant été obstrué ;
- au sud, du grand tournant au pont de la Citadelle, par un tronçon du canal de la Haute Deûle reliant ces deux canaux. Ce court tronçon est en réalité, à l'instar de la Moyenne Deûle qui le prolonge, un canal désaffecté cependant accessible à la navigation de loisir ;

Le canal à grand gabarit constitue également un élément de la trame verte et bleue locale (corridor biologique pour certains poissons tels que les anguilles ou chauve-souris et pour certaines espèces trouvant abri dans ses berges). Les voies vertes qui le longent sur  les deux rives de la passerelle de Soubise à l'écluse du Grand Carré font partie de la véloroute de la Deûle qui est un élément de la véloroute EuroVelo 5 en cours de réalisation.
Le parcours le long de ces voies d'eau comprend plusieurs éléments remarquables.
- l'écluse de la Barre ;
- l'écluse du Grand carré ;
- le pont de la citadelle ;
- le pont Napoléon (détruit en 1918 et en 1944 par l'armée allemande, et reconstruit en 2014).

Pont Napoléon.
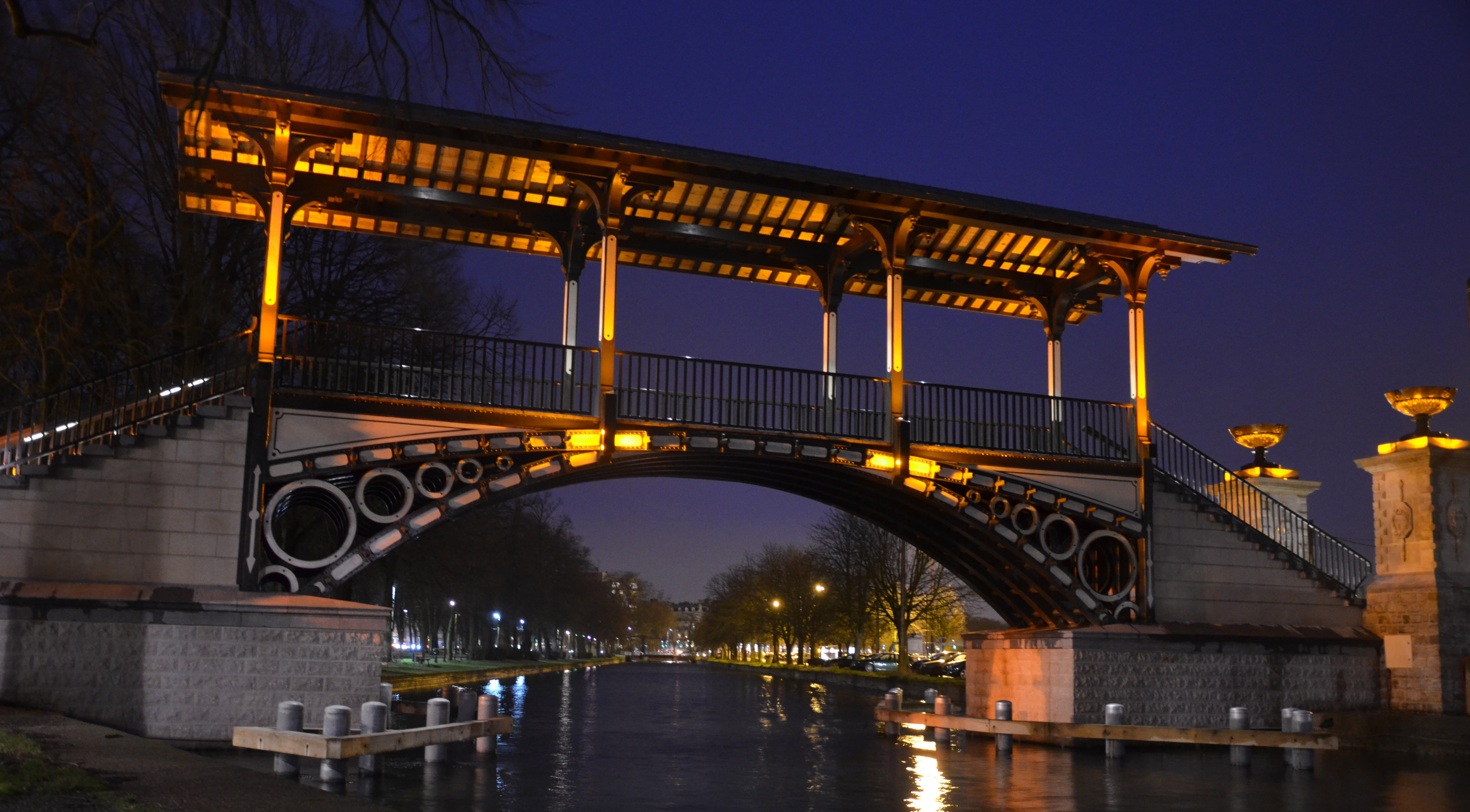
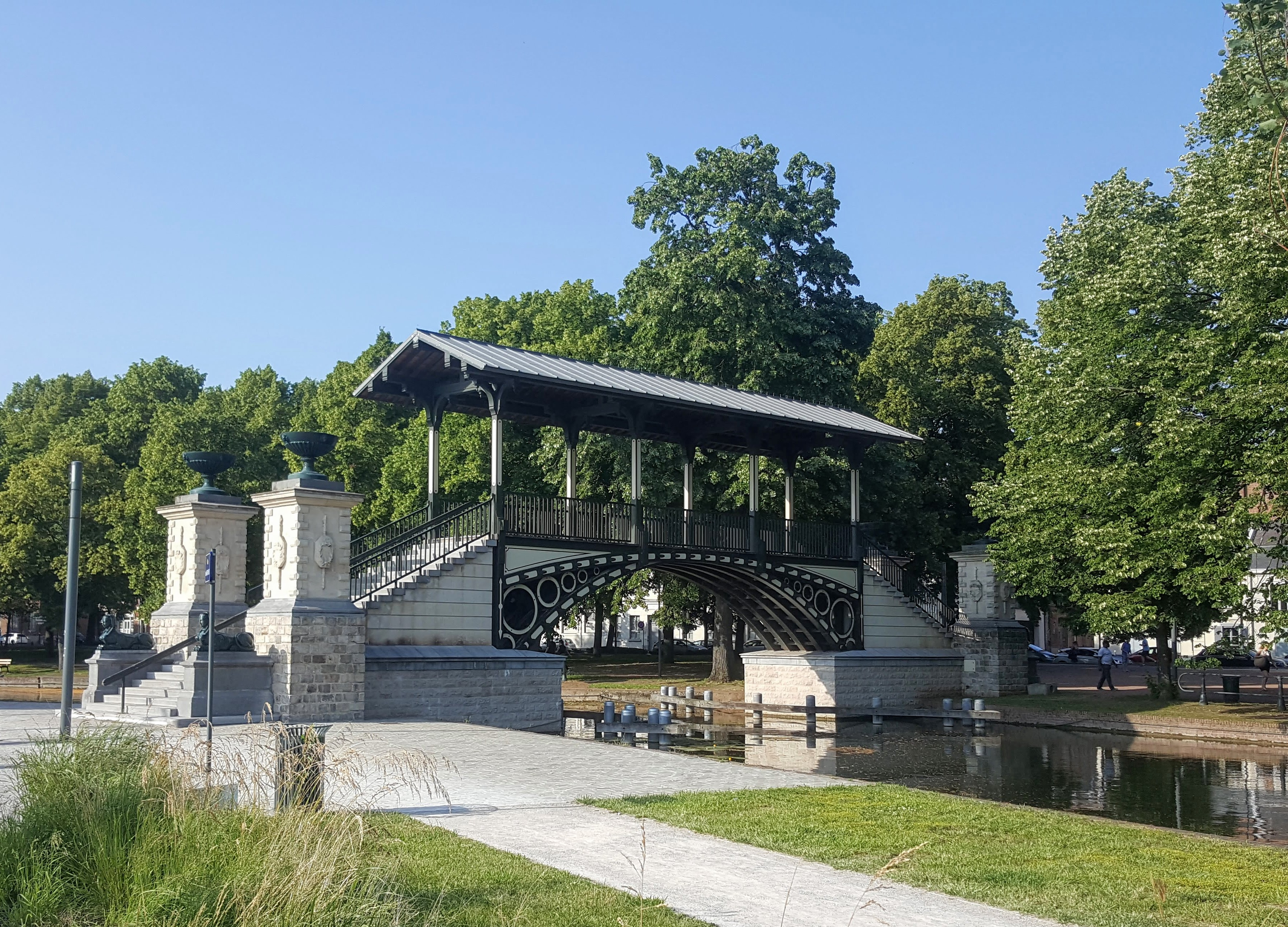
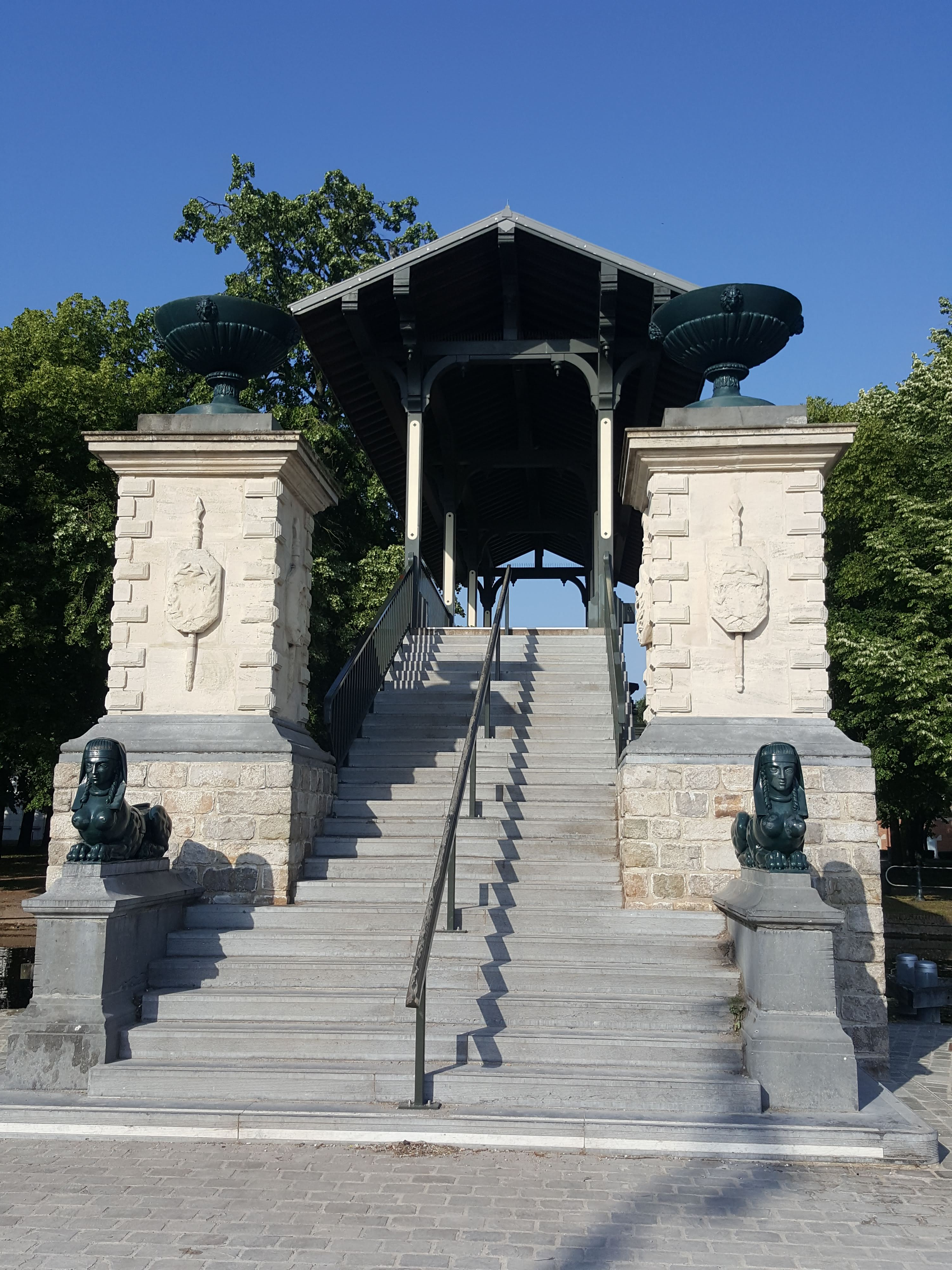

- Pont du Petit-Paradis : un pont-levis de la fin du XIXe siècle qui permet de traverser en voiture ou à pied le canal de la Moyenne-Deûle (ou canal de l'Esplanade).

Pont du Petit-Paradis (détruit pendant l'hiver 2015-2016).
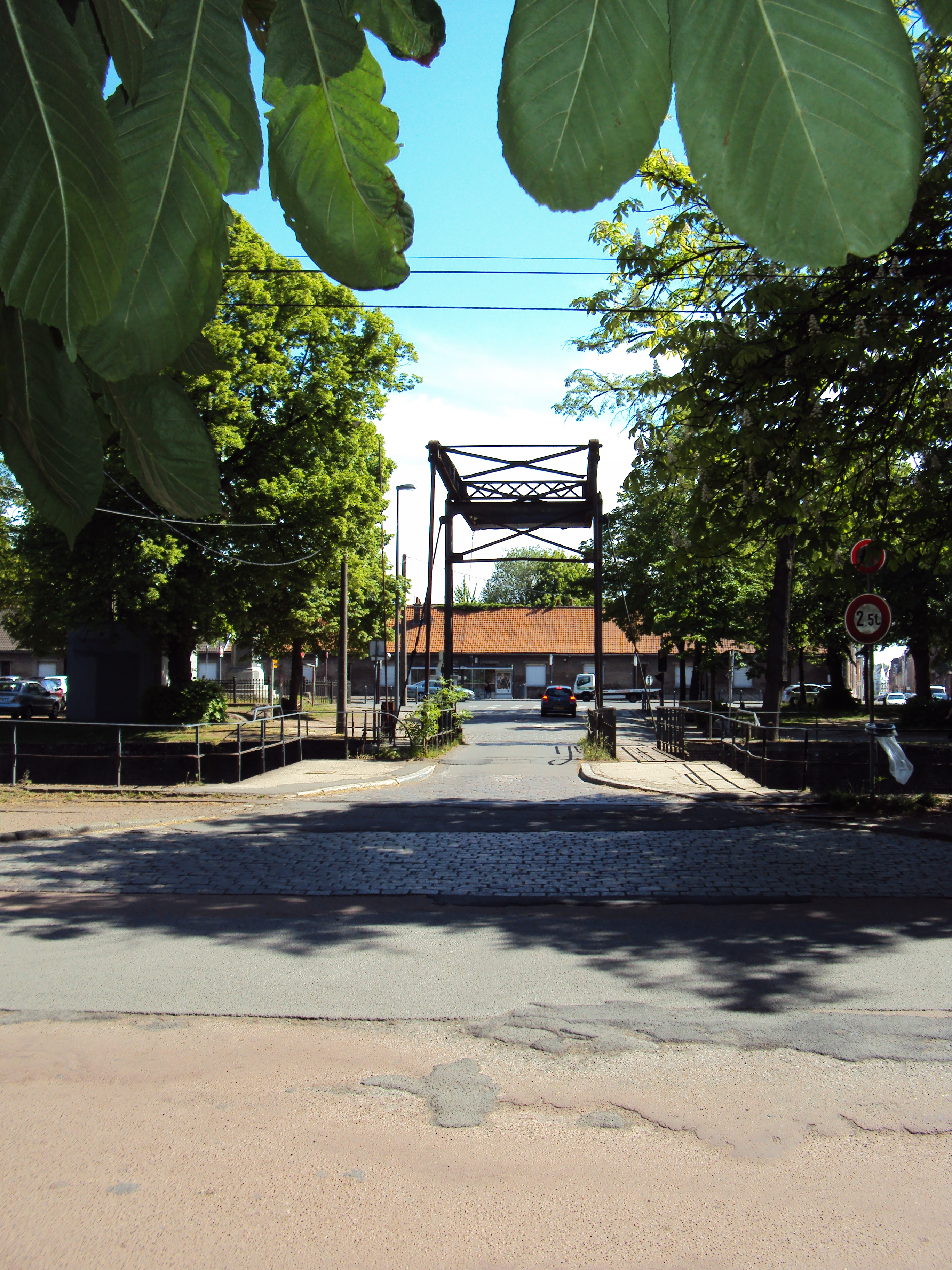
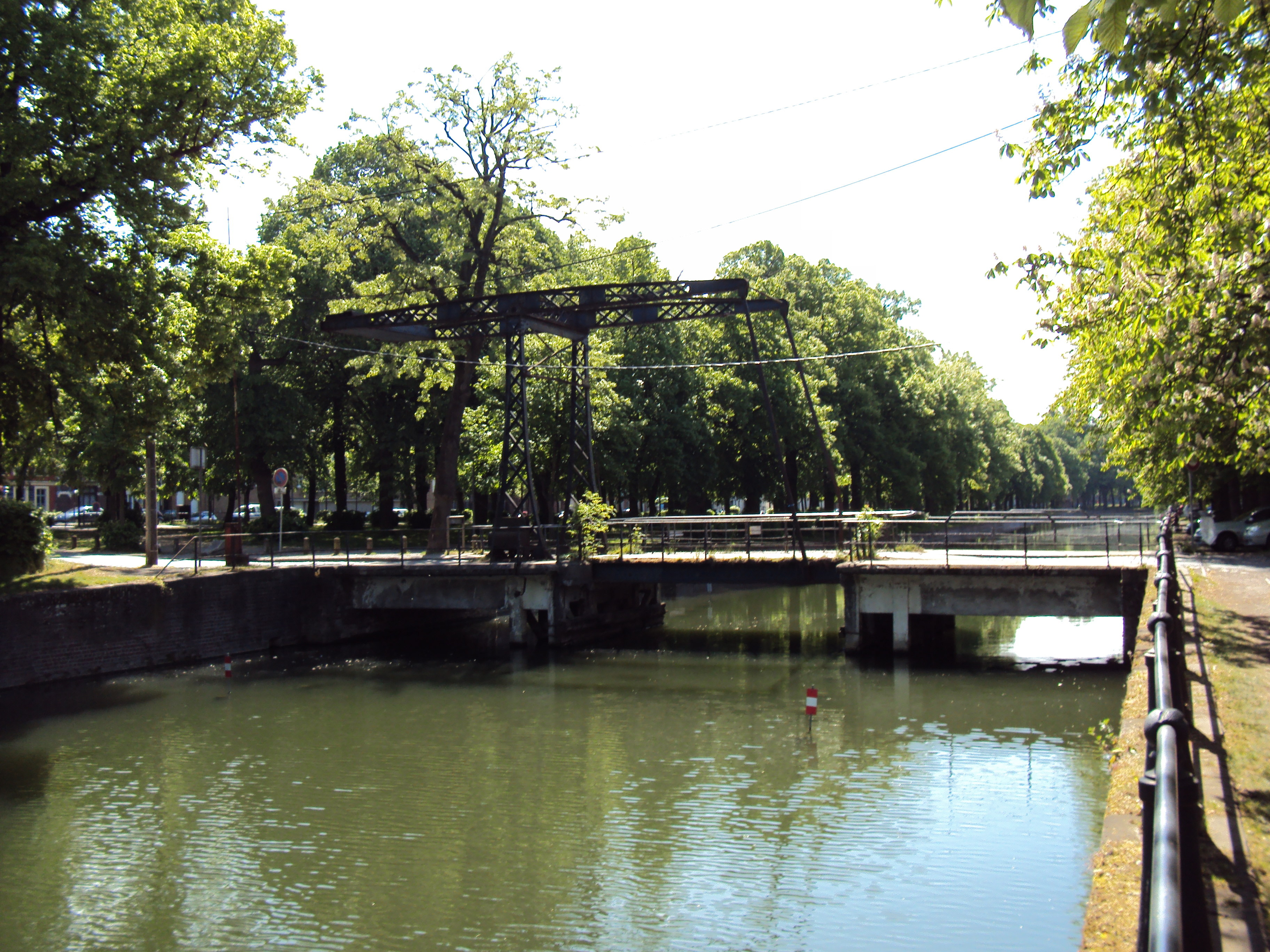

## Le patrimoine naturel de la citadelle

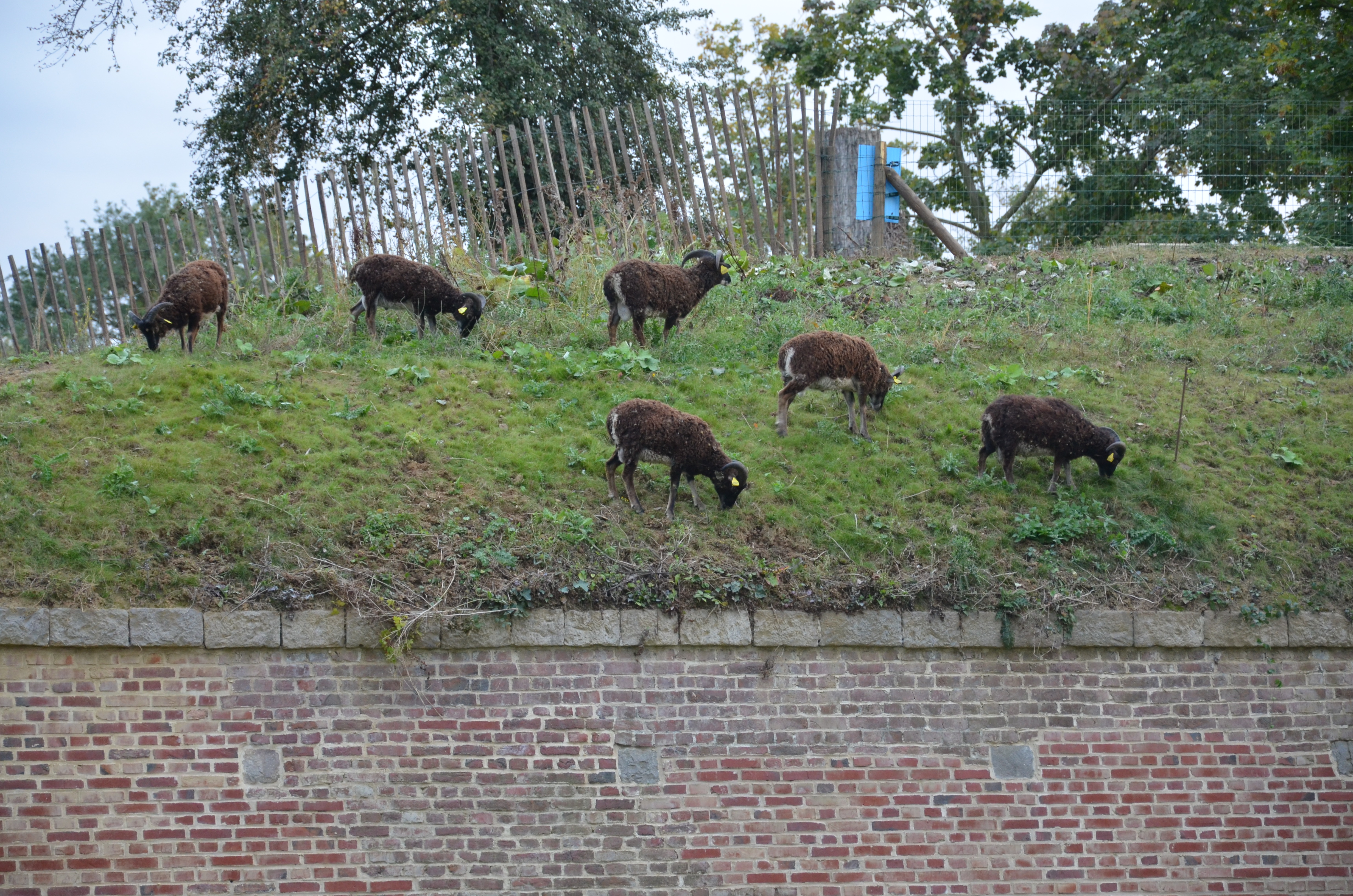
Moutons de Soay en gestion restauratoire.

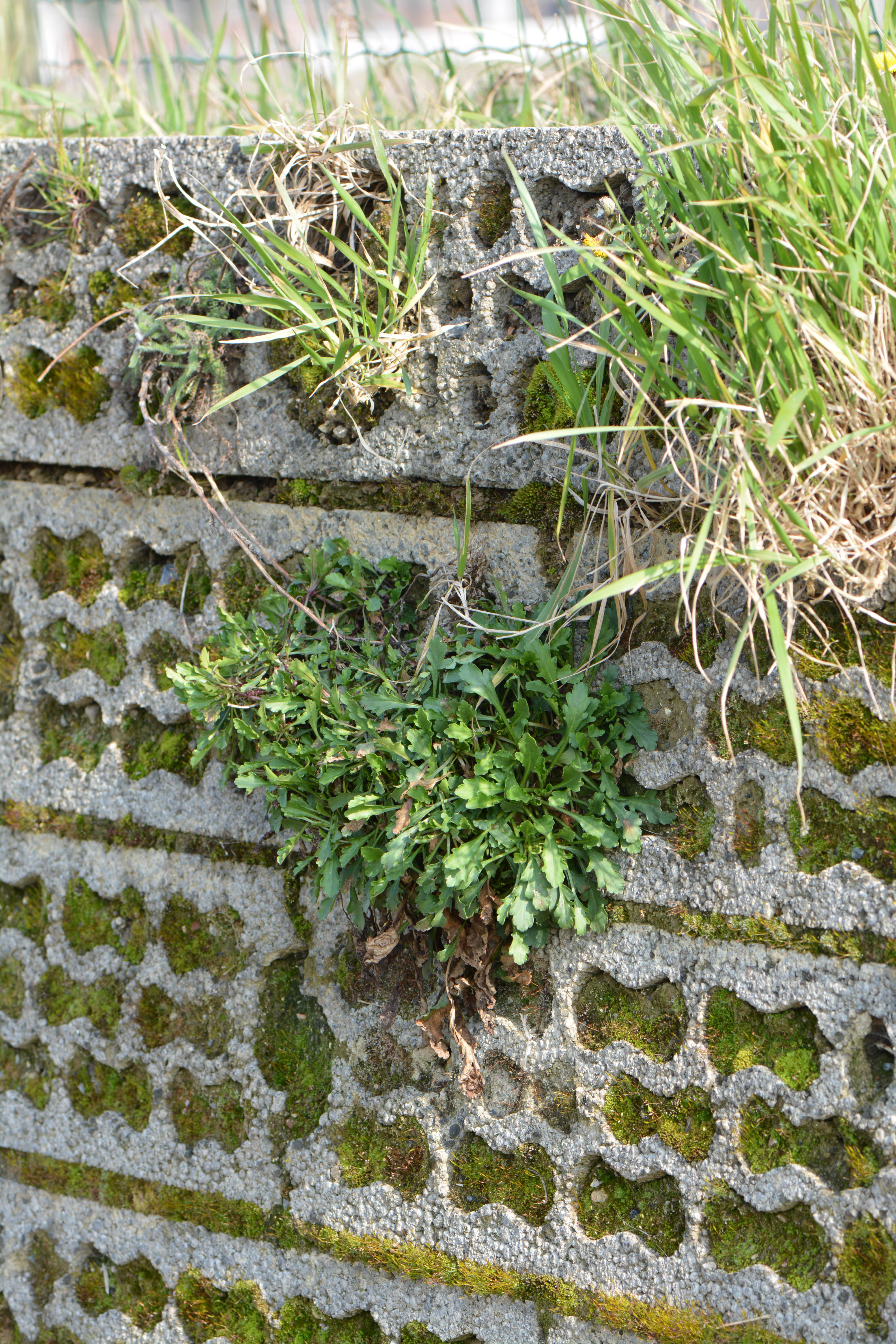
Sur une contre-garde un petit muret expérimental long de quelques dizaines de mètres permet à quelques espèces végétales et animales muricoles (dont invertébrés, chauve-souris…) de mieux survivre après la restauration des murs. L'observation de cette biodiversité par le public est facilitée. Ces parpaings ont été maçonnés avec de la terre et remplis d'une terre compact (riche en argile et chaux). Les spores et graines sauvages sont apportées par le vent, des insectes et des animaux. Les espèces s'autosélectionnent en fonction des microclimats.

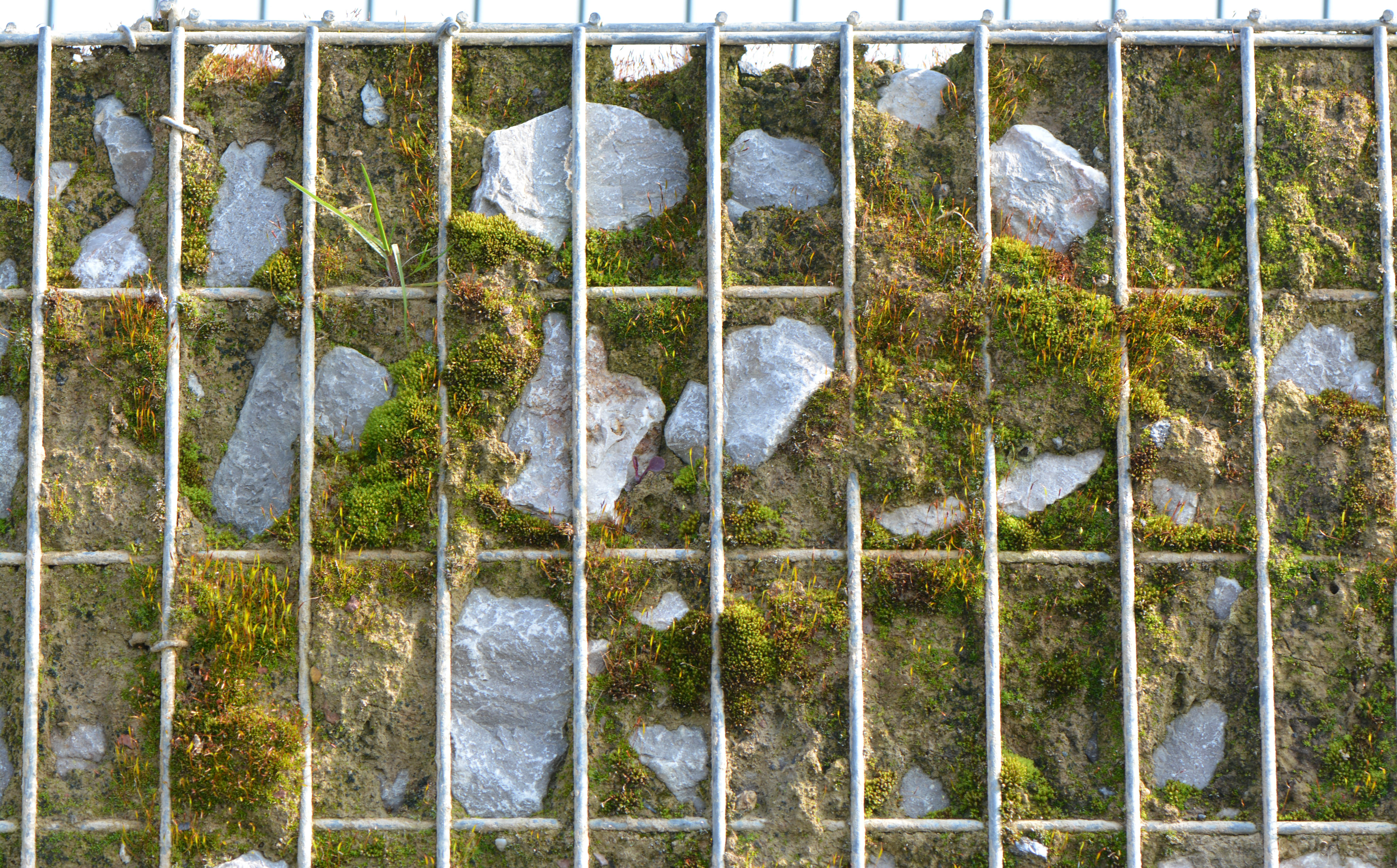
Sur quelques mètres, et dans le même objectif que sur la photographie ci-dessus, une autre expérience utilise des gabions emplis de petites pierres calcaire dures et de terre, discrètement intégrés dans le mur supérieur d'une contre-garde.

Après avoir été une zone humide, l'espace se transforme en terrain militaire et en théâtre d'opérations avant de devenir ce que les élus et les médias qualifient de poumon vert de la ville. Chaque époque a laissé une trace dans  la topographie ou les sols proposant divers biotopes (talus, fossés, glacis et milieux rupicoles, chemins couverts, etc.)
L’architecture de Vauban est pentagonale avec fossés, demi-lunes, tenailles, talus, etc. auxquels s'ajoutent au début du XIXe siècle, sept lunettes, cinq contre-gardes et le remblaiement du grand fossé. Fossés et murs de la citadelle présentent diverses orientations et milieux qui sont autant de paramètres qui nuancent la qualité des biotopes.
Les arbres étaient exclus du périmètre afin de ne pas entraver la vision des défenseurs, sauf sur le haut des remparts où des alignements d'arbres fournissaient le bois dont la citadelle avait besoin, masquaient la fumée des canons (ce qui dissimulait la position des défenseurs) et, en cas de brèche dans les fortifications, chênes, tilleuls et ormes étaient abattus pour ralentir la progression des assaillants. Au début du XVIIIe siècle, les arbres sont abattus à plusieurs reprises par les assaillants sur l'esplanade. En 1750, le creusement du canal de la Moyenne-Deûle s’accompagne de plantation d’arbres et de mise en place de pelouses. Entre 1801 et 1803, la promenade de l’esplanade est étendue au Champ de Mars et des peupliers sont plantés. Des ormes sont plantés sur les glacis à partir de 1834 afin d’empêcher un nouveau siège. Le bois de Boulogne est créé en 1863, le jardin Vauban en 1870 et le bois de la Deûle en 1875,.
En 1880, le parc de la Citadelle est aménagé en parc de loisirs. Le parc a pris un aspect boisé, le haut du rempart a été transformé en talus herbeux et de nombreux arbres plantés en 1880 sont toujours présents. Des essences spontanées se sont implantées au gré de l'apport de graines par le vent et colonisent avec les arbustes les espaces ouverts. Les arbustes étaient abondants jusque dans les années 1990. Leur entière suppression a eu lieu pour des raisons de sécurité, transformant une nouvelle fois l'écosystème du parc urbain.
En 1919, avec le déclassement des fortifications de Lille, s’opère progressivement au profit de lieux de promenade et de loisirs avec la création de chemins, de terrains de sport, d’un parking et du parc zoologique, modifiant profondément les écosystèmes en place. En 1937, un fossé des pêcheurs, avec une eau plus profonde, complète la fonction récréative à l’extérieur de la seconde enceinte. Lors de la Seconde Guerre mondiale, le grand fossé entourant la citadelle est remblayé puis les jardins de la citadelle sont aménagés avec l’accord de l’Armée.

### Réhabilitation et gestion
La gestion actuelle vise à restaurer la qualité écologique des milieux. L'aménagement de gîtes pour les chauve-souris, les oiseaux et les insectes (préservation de bois morts et de chandelles — troncs maintenus debout — notamment), la plantation d'arbustes indigènes et d'herbacées, le maintien des berges par fascinage avec des branches de saule constituent des mesures de gestion et de réhabilitation.
Depuis 1986, des bénévoles de l'association Chantiers Histoire et Architecture Médiévales participent à l'entretien et la restauration de la citadelle.
En matière de gestion différenciée, un petit troupeau de moutons de Soay est utilisé pour la gestion restauratoire de la pelouse sommitale récemment restaurée des fortifications. Ce mouton, léger et rustique, très à l'aise sur les pentes remplace idéalement les engins mécaniques (écopastoralisme) et, tient aussi un rôle de corridor écologique ambulant en transportant des graines et propagules (pelage, tube digestif, sabots).
Le parc abrite aussi trois des quatre premiers lombriducs construits en France.

### Flore
La flore est assez diversifiée en raison de la présence de milieux variés et d'une histoire militaire et urbaine longue.
Sur les soubassements de grès et les parements de briques se développent en particulier la rue-de-muraille (Asplenium ruta-muraria), le pavot douteux (Papaver dubium), la cymbalaire des murs (Cymbalaria muralis) et la remarquable doradille noire (Asplenium adiantum-nigrum) caractéristique des falaises siliceuses.

### Faune
Le service des parcs et jardins de la ville de Lille a conduit plusieurs inventaires avec l'aide de bureaux d'études.
Les chiroptères apprécient les milieux présentant plusieurs strates végétales et dépourvus d’éclairage (ce qui correspond aux choix de gestion mis en place) et en particulier les zones humides riches en insectes. Les chauves-souris de la citadelle sont installées dans les casemates (de conditions apparentées aux cavités naturelles) et dans les anfractuosités des remparts (érodées ou aménagées pour elles). Six espèces de chauve-souris, toutes protégées, sont présentes : le murin de Daubenton (Myotis daubentonii) , le murin à moustaches (Myotis mystacinus), l'oreillard (ces trois premières sont vulnérables) et les pipistrelles (Pipistrellus pipistrellus et Pipistrellus nathusii), la sérotine commune (Eptesicus serotinus). La présence de la pipistrelle de Nathusius constitue une bonne indication d'une continuité écologique.
De nombreuses espèces d'oiseaux se sont installées dans les arbres, les cavités (remparts et bois morts), les milieux aquatiques, les roselières et les prairies humides. Des espèces communes d’oiseaux comme le moineau domestique (Passer domesticus), le canard colvert (Anas platyrhynchos), le geai des chênes (Garrulus glandarius) sont présentes ; à la faveur des plans d'eau, les accompagnent le martin pêcheur, le grand cormoran (Phalacrocorax carbo), le héron cendré (Ardea cinerea) et sur divers milieux le goéland  (Larus canus), ou encore, l'accenteur mouchet (Prunella modularis), la bergeronnette grise (Motacilla alba), le chardonneret élégant (Carduelis carduelis), la fauvette à tête noire (Sylvia atricapilla), la fauvette grisette (Sylvia communis), le grimpereau des jardins (Certhia brachydactyla), le gobe-mouche gris (Muscicapa striata), le martinet noir (Apus apus) et au sommet de la chaîne alimentaire, l'épervier d'Europe (Accipiter nisus) et le faucon crécerelle (Falco tinnunculus), etc.